# Amerikansk Samoa
Amerikansk Samoa (samoansk: Amerika Sāmoa; engelsk: American Samoa), officielt Territoriet Amerikansk Samoa, er et amerikansk territorium i det sydlige Stillehav, der består af den østligste del af øgruppen Samoa i Polynesien omkring halvvejs mellem New Zealand og Hawaii. Territoriet er et selvstyrende område under USA.
- Areal: 199 km² fordelt på fem vulkanøer (Tutuila, Tau, Olosega, Ofu, Annuu) og to atoller (Rose (Amerikansk Samoa) og Swains).
- Befolkning: 49.710 (2020)[1] – hovedparten er polynesiere.
- Sprog: Samoansk, Engelsk
- Hovedstad: Pago Pago beliggende på Tutuila
- Internetdomæne: .as (.as-domæner er en eksportartikel, der blandt andet kan sælges til danske aktieselskaber)

## Historie
Øerne har været beboet i over 3.000 år, og blev "opdaget" af europæiske opdagelsesrejsende i det 18. århundrede. Internationale stridigheder om området i slutningen af det 19. århundrede blev løst af en traktat i 1899 mellem USA og Det Tyske Kejserrige om deling af Samoaøerne. USA fik de østlige øer, som nu er Amerikansk Samoa, og Tyskland fik de vestlige øer, der i dag udgør den selvstændige østat Samoa.